# Ina Grafl
Ina Grafl ( 1915 - 1970 ) fue una botánica suiza.

## Algunas publicaciones

### Libros
- anna Maurizio, ina Grafl, werner j. Kloft. 1969. Das Trachtpflanzenbuch: Nektar und Pollen, die wichtigsten Nahrungsquellen der Honigbiene. Editor Ehrenwirth, 288 pp.

- ina Grafl, h. Zwicky. 1951. ... Geschlechtsveränderungen an den Staubblättern einer Gartenbegonie

- ------------. 1940. Cytologische Untersuchungen an Sauromatum guttatum
- La abreviatura «Grafl» se emplea para indicar a Ina Grafl como autoridad en la descripción y clasificación científica de los vegetales.[1]